# Procloeon pennulatum
Procloeon pennulatum är en dagsländeart som först beskrevs av Eaton 1870.  Procloeon pennulatum ingår i släktet Procloeon och familjen ådagsländor. Inga underarter finns listade i Catalogue of Life.